# Réserve écologique Marie-Jean-Eudes
Die Réserve écologique Marie-Jean-Eudes ist ein ökologisches Schutzgebiet in der kanadischen Provinz Québec.
Es wurde im Jahr 1992 auf einer Fläche von 845 ha eingerichtet. Es liegt in der Regionalen Grafschaftsgemeinde Maskinongé, etwa 30 km nordwestlich von Saint-Gérard-des-Laurentides nördlich des Lac Shawinigan. Zugleich ist es Teil der Réserve faunique Mastigouche, wo der Name zwar einen Tierschutz suggeriert, jedoch Freizeit- und Industrieaktivitäten gestattet sind.

## Aufgabe, Geologie
Das Gebiet schützt die mittleren Laurentiden der Mauricie, wo Zucker-Ahorn und Gelb-Birke dominieren. Es erhebt sich vom 335 m hoch gelegenen Lac Shawinigan bis in etwa 425 m Höhe über dem Meeresspiegel im Nordwesten. Der Untergrund besteht aus präkambrischem Gneis, in der letzten Eiszeit wurde diese Schicht von Tillit überlagert. In tieferen Lagen ist diese Schicht mächtiger, in den höheren und steileren entsprechend dünner. Entlang der Gewässer kommen sandige Ablagerungen, aber auch organische Schichten hinzu, bis hin zu Mooren.

## Flora
Laubbäume bedecken den Süden und Westen überwiegend, Amerikanische Buche und Gelbbirke stehen hier auch oberhalb von 400 m; im übrigen Gebiet dominieren Nadelbäume. Ansonsten bestehen vier Waldtypen: reiner Schwarzfichtenwald, Tannenwald mit Schwarz-Fichten, Schwarzfichtenwald mit Weymouth-Kiefer (französisch pin blanc) und Tannenwald mit Gelbkiefern.

## Namensgeberin
Der Name des Schutzgebiets geht auf Schwester Marie-Jean-Eudes (geb. Marie-Bernadette Tellier) (1897–1978) zurück, eine Botanikerin. Sie publizierte Artikel zur Geologie, Botanik und Biologie und war eine derjenigen, die am stärksten zur Verbreitung botanischen Wissens über die Fachwelt hinaus beigetragen hat.